# Ken Rosewall
Kenneth Robert ("Ken") Rosewall (Sydney, Ausztrália, 1934. november 2. –) korábbi világelső hivatásos ausztrál teniszező. Pályafutása során összesen 8 Grand Slam-címet szerzett, megnyerte az Australian Opent, a Roland Garrost és a US Opent; Wimbledonban pedig négyszer is döntőt játszott. A tenisztörténelem egyik legnagyobb alakja. Az 1960-as években világelső volt, és 1952 és 1977 között végig a világranglista első 20 helyezettje között volt. 1980-ban vonult vissza.
1980-ban beválasztották az International Tennis Hall of Fame (Teniszhírességek Csarnoka) tagjai közé.

## Grand Slam-döntői

### Megnyert egyéni döntők (8)
| Év   | Bajnokság           | Ellenfél a döntőben | Döntő eredménye |
| 1953 | Australian Open     | Mervyn Rose         | 6-0 6-3 6-4     |
| 1953 | Roland Garros       | Vic Seixas          | 6-3 6-4 1-6 6-2 |
| 1955 | Australian Open (2) | Lew Hoad            | 9-7 6-4 6-4     |
| 1956 | US Open             | Lew Hoad            | 4-6 6-2 6-3 6-3 |
| 1968 | Roland Garros (2)   | Rod Laver           | 6-3 6-1 2-6 6-2 |
| 1970 | US Open (2)         | Tony Roche          | 2-6 6-4 7-6 6-3 |
| 1971 | Australian Open (3) | Arthur Ashe         | 6-1 7-5 6-3     |
| 1972 | Australian Open (4) | Mal Anderson        | 7-6 6-3 7-5     |

### Elveszített egyéni döntők (8)
| Év   | Bajnokság       | Ellenfél a döntőben | Döntő eredménye     |
| 1953 | Wimbledon       | Jaroslav Drobný     | 11-13 6-4 2-6 7-9   |
| 1955 | US Open         | Tony Trabert        | 7-9 3-6 3-6         |
| 1956 | Australian Open | Lew Hoad            | 4-6 6-3 4-6 5-7     |
| 1956 | Wimbledon       | Lew Hoad            | 2-6 6-4 5-7 4-6     |
| 1969 | Roland Garros   | Rod Laver           | 4-6 3-6 4-6         |
| 1970 | Wimbledon       | John Newcombe       | 7-6 3-6 3-6 6-3 1-6 |
| 1974 | Wimbledon       | Jimmy Connors       | 1-6 1-6 4-6         |
| 1974 | US Open         | Jimmy Connors       | 1-6 0-6 1-6         |

### Megnyert páros döntők (9)
| Év   | Bajnokság       | Partner       | Ellenfél a döntőben                 | Döntő eredménye   |
| 1953 | Australian Open | Lew Hoad      | Don Candy / Mervyn Rose             | 9-11 6-4 10-8 6-4 |
| 1953 | Roland Garros   | Lew Hoad      | Mervyn Rose / Clive Wilderspin      | 6-2 6-1 6-1       |
| 1953 | Wimbledon       | Lew Hoad      | Rex Hartwig / Mervyn Rose           | 6-4 7-5 4-6 7-5   |
| 1956 | Australian Open | Lew Hoad      | Don Candy / Mervyn Rose             | 10-8 13-11 6-4    |
| 1956 | Wimbledon       | Lew Hoad      | Nicola Pietrangeli / Orlando Sirola | 7-5 6-2 6-1       |
| 1956 | US Open         | Lew Hoad      | Hamilton Richardson / Vic Seixas    | 6-2 6-2 3-6 6-4   |
| 1968 | Roland Garros   | Fred Stolle   | Roy Emerson / Rod Laver             | 6-3 6-4 6-3       |
| 1969 | US Open         | Fred Stolle   | Charlie Pasarell / Dennis Ralston   | 2-6 7-5 13-11 6-3 |
| 1972 | Australian Open | Owen Davidson | Ross Case / Geoff Masters           | 3-6 7-6 6-2       |

### Elveszített páros döntők (8)
| Év   | Bajnokság       | Partner      | Ellenfél a döntőben           | Döntő eredménye       |
| 1954 | Australian Open | Lew Hoad     | Vic Seixas / Tony Trabert     | 8-10 11-13 4-6        |
| 1954 | Roland Garros   | Lew Hoad     | Vic Seixas / Tony Trabert     | 4-6 2-6 1-6           |
| 1954 | US Open         | Lew Hoad     | Vic Seixas / Tony Trabert     | 6-3 4-6 6-8 3-6       |
| 1955 | Wimbledon       | Neale Fraser | Rex Hartwig / Lew Hoad        | 5-7 4-6 3-6           |
| 1968 | Wimbledon       | Fred Stolle  | John Newcombe / Tony Roche    | 6-3 6-8 7-5 12-14 3-6 |
| 1969 | Australian Open | Fred Stolle  | Roy Emerson / Rod Laver       | 4-6 4-6               |
| 1970 | Wimbledon       | Fred Stolle  | John Newcombe / Tony Roche    | 8-10 3-6 1-6          |
| 1973 | US Open         | Rod Laver    | Owen Davidson / John Newcombe | 5-7 6-2 5-7 5-7       |

### Vegyes páros győzelem (1)
| Év   | Bajnokság | Partner                 | Ellenfél a döntőben     | Döntő eredménye |
| 1956 | US Open   | Margaret Osborne duPont | Darlene Hard / Lew Hoad | 9-7 6-1         |